# Eksotblomfluga
Eksotblomfluga (Psilota innupta) är en tvåvingeart som beskrevs av Camillo Rondani 1857. Eksotblomfluga ingår i släktet sotblomflugor, och familjen blomflugor.
Artens utbredningsområde är Italien. Enligt den svenska rödlistan är arten nationellt utdöd i Sverige. . Arten har tidigare förekommit i Götaland men är numera lokalt utdöd. Artens livsmiljö är skogslandskap, jordbrukslandskap. Inga underarter finns listade i Catalogue of Life.